# Alpsko smučanje na Zimskih olimpijskih igrah 2014
Alpsko Smučanje bo na Zimskih Olimpijskih igrah v Sočiju potekalo na Krasnaya Polyani od 9. februarja do 22. februarja.

## Spored
Vse ure so v (UTC+4).
| Datum       | Ura   | Tekma               |
| ----------- | ----- | ------------------- |
| 9. februar  | 11:00 | Smuk (M)            |
| 10. februar | 11:00 | Kombinacija (Ž)     |
| 10. februar | 15:00 | Kombinacija (Ž)     |
| 12. februar | 11:00 | Smuk (Ž)            |
| 14. februar | 11:00 | Kombinacija (M)     |
| 14. februar | 15:30 | Kombinacija (M)     |
| 15. februar | 11:00 | Superveleslalom (Ž) |
| 16. februar | 11:00 | Superveleslalom (M) |
| 18. februar | 11:00 | Veleslalom (Ž)      |
| 18. februar | 14:30 | Veleslalom (Ž)      |
| 19. februar | 11:00 | Veleslalom (M)      |
| 19. februar | 14:30 | Veleslalom (M)      |
| 21. februar | 16:45 | Slalom (Ž)          |
| 21. februar | 19:00 | Slalom (Ž)          |
| 22. februar | 16:45 | Slalom (M)          |
| 22. februar | 20:15 | Slalom (M)          |

## Dobitniki medalj

### Moški
| Tekma                       | Zlato          | Srebro              | Bron                  |
| Smuk podrobnosti            | Matthias Mayer | Christof Innerhofer | Kjetil Jansrud        |
| Superveleslalom podrobnosti | Kjetil Jansrud | Andrew Weibrecht    | Jan Hudec Bode Miller |
| Veleslalom podrobnosti      | Ted Ligety     | Steve Missillier    | Alexis Pinturault     |
| Slalom podrobnosti          | Mario Matt     | Marcel Hirscher     | Henrik Kristoffersen  |
| Kombinacija podrobnosti     | Sandro Viletta | Ivica Kostelić      | Christof Innerhofer   |

### Ženske
| Tekma                       | Zlato                     | Srebro            | Bron                |
| Smuk podrobnosti            | Tina Maze Dominique Gisin | ni bilo podeljeno | Lara Gut            |
| Superveleslalom podrobnosti | Anna Fenninger            | Maria Höfl-Riesch | Nicole Hosp         |
| Veleslalom podrobnosti      | Tina Maze                 | Anna Fenninger    | Viktoria Rebensburg |
| Slalom podrobnosti          | Mikaela Shiffrin          | Marlies Schild    | Kathrin Zettel      |
| Kombinacija podrobnosti     | Maria Hoefl Riesch        | Nicole Hosp       | Julia Mancuso       |

## Države
v alpskem smučanju bo sodelovali 76 držav.
| - Albanija (1) - Andora (4) - Argentina (7) - Armenija (1) - Avstralija (5) - Avstrija (20) - Azerbajdžan (1) - Belorusija (2) - Belgija (4) - Bosna in Hercegovina (3) - Brazilija (2) - Bolgarija (4) - Kanada (12) - Kajmanji otoki (1) - Čile (3) - Kitajska (2) - Hrvaška (8) - Ciper (2) - Češka (7) | - Danska (3) - Estonija (2) - Finska (9) - Francija (15) - Nemčija (13) - Gruzija (3) - Združeno kraljestvo (7) - Grčija (3) - Madžarska (3) - Islandija (4) - Iran (3) - Irska (2) - Izrael (2) - Italija (12) - Japonska (7) - Kazahstan (4) - Kirgizistan (1) - Latvija (5) | - Libanon (2) - Lihtenštajn (7) - Litva (2) - Luksemburg (1) - Makedonija (1) - Malta (1) - Mehika (1) - Moldavija (2) - Monako (3) - Črna gora (2) - Maroko (2) - Nizozemska (5) - Nova Zelandija (5) - Norveška (13) - Pakistan (1) - Poljska (6) - Portugalska (2) - Portoriko (1) - Romunija (3) | - Rusija (9) - San Marino (1) - Srbija (2) - Slovaška (9) - Slovenija (10) - Južna Koreja (5) - Španija (7) - Švedska (11) - Švica (20) - Tadžikistan (1) - Tajska (1) - Vzhodni Timor (1) - Togo (1) - Turčija (2) - Ukrajina (2) - ZDA (19) - Uzbekistan (2) - Ameriški Deviški otoki (1) - Zimbabve (1) |